# Rapids City
Rapids City és una vila dels Estats Units a l'estat d'Illinois. Segons el cens del 2000 tenia 953 habitants.

## Demografia
Segons el cens del 2000, Rapids City tenia 953 habitants, 352 habitatges, i 280 famílies. La densitat de població era de 240,5 habitants/km².
Dels 352 habitatges en un 34,1% hi vivien nens de menys de 18 anys, en un 70,2% hi vivien parelles casades, en un 5,7% dones solteres, i en un 20,2% no eren unitats familiars. En el 16,2% dels habitatges hi vivien persones soles el 5,4% de les quals corresponia a persones de 65 anys o més que vivien soles. El nombre mitjà de persones vivint en cada habitatge era de 2,71 i el nombre mitjà de persones que vivien en cada família era de 3,05.
Per edats la població es repartia de la següent manera: un 25,1% tenia menys de 18 anys, un 7,7% entre 18 i 24, un 28,3% entre 25 i 44, un 29,5% de 45 a 60 i un 9,4% 65 anys o més.
L'edat mediana era de 39 anys. Per cada 100 dones de 18 o més anys hi havia 97,2 homes.
La renda mediana per habitatge era de 44.474 $ i la renda mediana per família de 50.893 $. Els homes tenien una renda mediana de 43.125 $ mentre que les dones 24.808 $. La renda per capita de la població era de 24.499 $. Aproximadament el 0,8% de les famílies i el 3% de la població estaven per davall del llindar de pobresa.

## Poblacions properes
El següent diagrama mostra les poblacions més properes.